# McMillan Tac-338

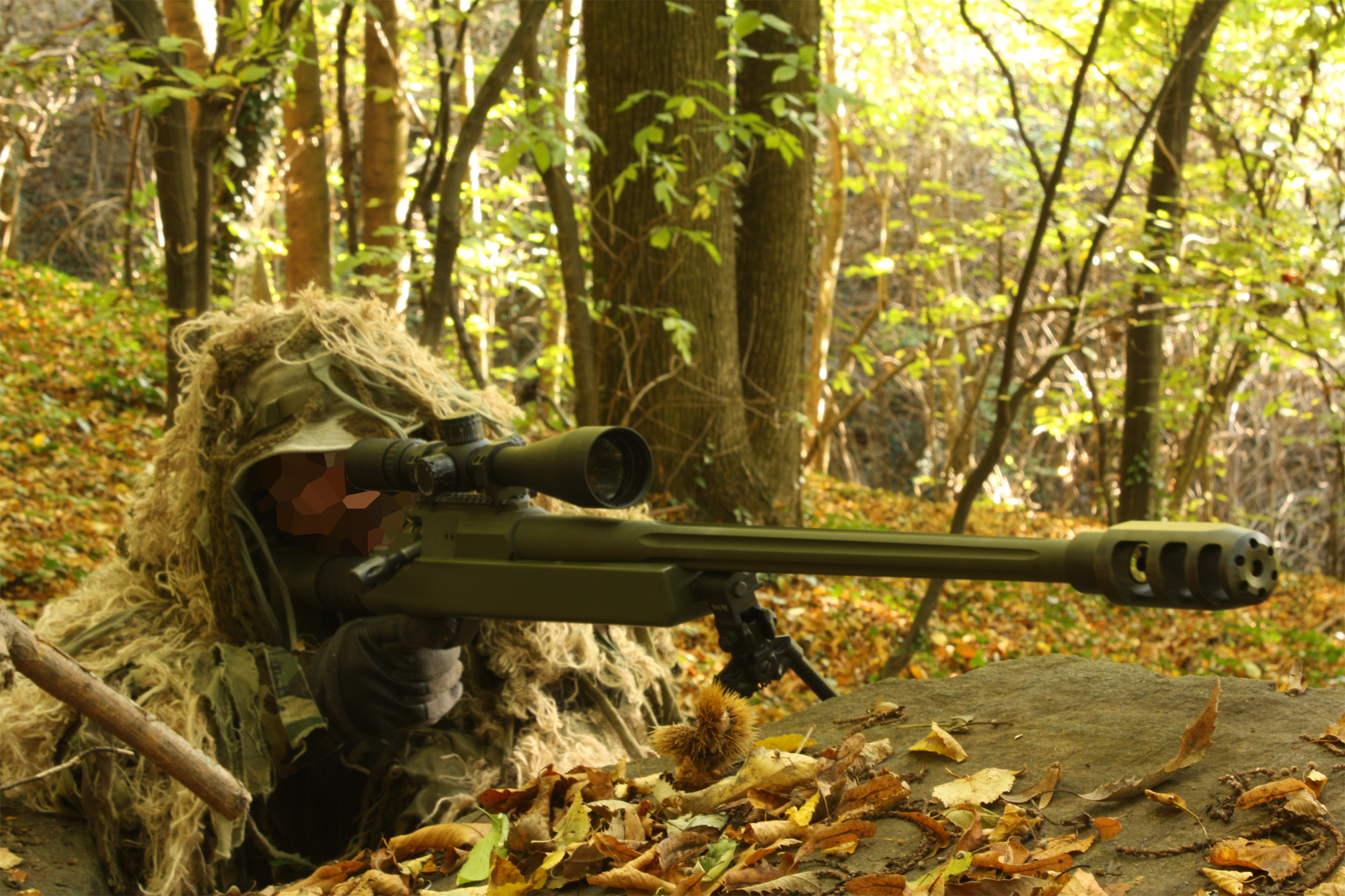
tac 338

Le McMillan TAC-338 est un fusil de sniper américain de calibre .338 Lapua Magnum, conçu et fabriqué par les frères Macmillan sur la base du McMillan TAC-300. Le fusil est considéré comme le plus précis à longue portée et peut frapper un arc d'une demi-minute dans des portées allant jusqu'à 1 600 mètres. En raison de ses performances, le fusil est très coûteux et est donc principalement utilisé par des forces spéciales.
En 2008, le tireur d'élite américain Chris Kyle utilise ce fusil pour effectuer le tir létal le plus long de sa carrière (2 100 yards, soit un peu plus de 1,9 km) contre un insurgé armé d'un lance-roquettes. Ce tir est représenté dans le film American Sniper de Clint Eastwood, film biographique sur la vie de Chris Kyle, mais c'est un tir contre un autre sniper qui y est présenté comme le tir le plus long.
Le fusil MacMillan TAC-338 est également utilisé par les forces spéciales d'Israël.